# 阿米卡姆·诺金
阿米卡姆·诺金（希伯來語：‎；1966年12月20日—）是一位以色列将军，现任以色列空军司令。在代替阿米尔·埃舍尔（Amir Eshel）担任以色列空军的司令之前，诺金曾担任以軍规划局局长。

## 生平
诺金出生于贝特谢里姆，是阿利亞運動中的罗马尼亚犹太裔移民。他于1984年在IDF装甲兵团中被选中，并于1987年7月从以色列空军飞行学院毕业，担任战斗机飞行员。 1988年，他加入“双尾骑士”中队，成为世界上最年轻的F-15飞行员。90年代初，他在 将一架Kurnass 2000（F-4幽灵II的变种）驾驶到了哈策林空军基地外，并参加了在七日战争的轰炸任务。数年后，诺金被任命为“金鹰”中队的第一副中队長，并参加了愤怒葡萄行动 。他的下一个职位是以色列空军作戰處長。在1999年至2002年之间，诺金担任“双尾骑士”中队長。 2003年，他被选为IAF新型F-16I飞机的整合机长，成为“内盖夫”中队長。